# Morphnus guianensis
La arpía menor, también llamada águila monera, águila crestada o águila moñuda (Morphnus guianensis) es una especie de ave accipitriforme de la familia Accipitridae propia de la región neotropical. Es el único miembro del género Morphnus. No se reconocen subespecies.

## Distribución
Está aisladamente distribuida en Guatemala, Belice, El Salvador, Honduras, Nicaragua, Costa Rica, Panamá, Colombia, Venezuela, Guyana, Surinam, Guayana Francesa, Brasil, al este de los Andes en Ecuador, Perú, Paraguay, Bolivia, y al norte de Argentina.